# Yves Sonan
Yves Sonan, född 1 maj 1978, är en friidrottare från Elfenbenskusten. Han deltog vid olympiska sommarspelen 2000.